# 小行星1938
小行星1938（1938 Lausanna）是一颗围绕太阳公转的小行星。1974年4月19日，保羅·維爾特在齐美尔瓦尔德发现了此天体。
該小行星以瑞士的城市洛桑命名。
这颗小行星的绝对星等为64.61421等。